# Maramasike
Maramasike, auch South Malaita oder Small Malaita, ist eine Insel in der Malaita-Provinz des Inselstaats der Salomonen. Die etwa 480 km² große Insel liegt unmittelbar südöstlich der Insel Malaita und von dieser getrennt durch die 14,6 km lange und meist nur wenige hundert Meter breite Maramasike Passage, deren Umgebung ein geschütztes Feuchtgebiet ist. Auf der Insel wird Sa'a gesprochen.